# أليس (تكساس)
اليس (بالإنجليزية: Alice)‏ هي مدينة أمريكية تقع في ولاية تكساس. تبلغ مساحة هذه المدينة 31.9 (كم²)، ويبلغ عدد سكانها 19,104 نسمة حسب إحصاء سنة 2010 م.

## التركيبة السكانية
حدّد مكتب تعداد الولايات المتحدة بيانات التركيبة السكانية لأليس في تعداد الولايات المتحدة. في ما يلي، التركيبة السكانية حسب تعدادي 2000 و2010.

### تعداد عام 2000
بلغ عدد سكان أليس 19,010 نسمة بحسب تعداد عام 2000، وبلغ عدد الأسر 6,400 أسرة وعدد العائلات 4,913 عائلة مقيمة في المدينة. في حين سجلت الكثافة السكانية 583.5 نسمة لكل كيلومتر مربع (1,511.3/ميل2). وبلغ عدد الوحدات السكنية 6,998 وحدة بمتوسط كثافة قدره 214.8 لكل كيلومتر مربع (556.3/ميل2).
وتوزع التركيب العرقي للمدينة بنسبة 77.44% من البيض و0.86% من الأمريكيين الأفارقة و0.53% من الأمريكيين الأصليين و0.75% من الأمريكيين ذوي الأصول الآسيوية و0.08% من سكان جزر المحيط الهادئ و17.92% من الأعراق الأخرى و2.41% من عرقين مختلطين أو أكثر و78.05% من الهسبانيون أو اللاتينيون من أي عرق.
بلغ عدد الأسر 6,400 أسرة كانت نسبة 45.3% منها لديها أطفال تحت سن الثامنة عشر تعيش معهم، وبلغت نسبة الأزواج القاطنين مع بعضهم البعض 54.5% من أصل المجموع الكلي للأسر، ونسبة 17.6% من الأسر كان لديها معيلات من الإناث دون وجود شريك، بينما كانت نسبة 4.7% من الأسر لديها معيلون من الذكور دون وجود شريكة وكانت نسبة 23.2% من غير العائلات. تألفت نسبة 20.9% من أصل جميع الأسر من عدة أفراد يعيشون في نفس المنزل ونسبة 10.8% كانت تتألف من شخص يعيش بمفرده يبلغ من العمر 65 عاماً أو أكثر. وبلغ متوسط حجم الأسرة المعيشية 2.92، أما متوسط حجم العائلات فبلغ 3.39.
بلغ العمر الوسطي للسكان 32.9 عاماً. وكانت نسبة 30.3% من القاطنين تحت سن الثامنة عشر، وكانت نسبة 9.3% بين الثامنة عشر والرابعة والعشرين عاماً، ونسبة 26% كانت واقعةً في الفئة العمرية ما بين الخامسة والعشرين والرابعة والأربعين عاماً، ونسبة 20.2% كانت ما بين الخامسة والأربعين والرابعة والستين، ونسبة 12.4% كانت ضمن فئة الخامسة والستين عاماً فما فوق. يوجد لكل 100 أنثى 91.4 ذكر، ويوجد لكل 100 أنثى في الثامنة عشر من عمرها فما فوق 86.3 ذكر.
بلغ متوسط دخل الأسرة في المدينة 30,365 دولارًا، أما متوسط دخل العائلة فبلغ 34,276 دولارًا. وكان متوسط دخل الذكور 32,409 دولارًا مقابل 17,101 دولارًا للإناث. وسجل دخل الفرد الخاص بالمدينة 13,118 دولارًا. وكانت نسبة 17.9% من العائلات ونسبة 21.9% من السكان تحت خط الفقر، وكان من هؤلاء نسبة 28.6% تحت سن الثامنة عشر ونسبة 20.2% في الخامسة والستين من العمر وما فوق.

### تعداد عام 2010
بلغ عدد سكان أليس 19,104 نسمة بحسب تعداد عام 2010، وبلغ عدد الأسر 6,635 أسرة وعدد العائلات 4,906 عائلة مقيمة في المدينة. في حين سجلت الكثافة السكانية 586.4 نسمة لكل كيلومتر مربع (1,518.8/ميل2). وبلغ عدد الوحدات السكنية 7,313 وحدة بمتوسط كثافة قدره 224.5 لكل كيلومتر مربع (581.5/ميل2).
وتوزع التركيب العرقي للمدينة بنسبة 86.71% من البيض و0.80% من الأمريكيين الأفارقة و0.73% من الأمريكيين الأصليين و0.57% من الأمريكيين ذوي الأصول الآسيوية و0.01% من سكان جزر المحيط الهادئ و9.51% من الأعراق الأخرى و1.68% من عرقين مختلطين أو أكثر و85.11% من الهسبانيون أو اللاتينيون من أي عرق.
بلغ عدد الأسر 6,635 أسرة كانت نسبة 42.2% منها لديها أطفال تحت سن الثامنة عشر تعيش معهم، وبلغت نسبة الأزواج القاطنين مع بعضهم البعض 46.7% من أصل المجموع الكلي للأسر، ونسبة 20.1% من الأسر كان لديها معيلات من الإناث دون وجود شريك، بينما كانت نسبة 7.1% من الأسر لديها معيلون من الذكور دون وجود شريكة وكانت نسبة 26.1% من غير العائلات. تألفت نسبة 22.5% من أصل جميع الأسر من عدة أفراد يعيشون في نفس المنزل ونسبة 9.9% كانت تتألف من شخص يعيش بمفرده يبلغ من العمر 65 عاماً أو أكثر. وبلغ متوسط حجم الأسرة المعيشية 2.84، أما متوسط حجم العائلات فبلغ 3.31.
بلغ العمر الوسطي للسكان 33.5 عاماً. وكانت نسبة 29.1% من القاطنين تحت سن الثامنة عشر، وكانت نسبة 9.7% بين الثامنة عشر والرابعة والعشرين عاماً، ونسبة 24.9% كانت واقعةً في الفئة العمرية ما بين الخامسة والعشرين والرابعة والأربعين عاماً، ونسبة 23.1% كانت ما بين الخامسة والأربعين والرابعة والستين، ونسبة 13.2% كانت ضمن فئة الخامسة والستين عاماً فما فوق. وتوزع التركيب الجنسي للسكان بنسبة 48.1% ذكور و51.9% إناث.

## أعلام
- جيم تايرون
- تشاك روزنتال
- ريتشارد رايموند
- راؤول جي. ساليناس
- جيمس أليسون